# Francesco Basetti
Francesco Basetti (Borgo Val di Taro, 3 settembre 1791 – Maniatis, 21 giugno 1825) è stato un patriota italiano.

## Biografia
All'età di 19 anni si arruolò nell'esercito francese, prestando servizio a Parma come guardia d'onore. Partecipò poi con l'esercito napoleonico alla campagna di Russia nel 1812 e di Sassonia nel 1813. Durante quest'ultima venne ferito e fatto prigioniero, ma riuscì a riacquistare la libertà e partecipò ancora ai combattimenti lottando alla baionetta; per il valore dimostrato venne promosso sottotenente del 7º Reggimento Cacciatori a cavallo. Partecipò poi anche alle battaglie di Lipsia, dove venne di nuovo ferito, e di Waterloo.
Dopo la definitiva sconfitta di Napoleone, nel 1814 rientrò a Parma ed entrò come sottotenente nelle guardie del corpo del Reggimento Maria Luigia, rimanendovi fino al 1822. Nel maggio del 1823 andò in Spagna, da dove nel 1825 partì per la Grecia per portare aiuto alla rivolta che era scoppiata contro i Turchi.
Fu fatto aiutante di campo di Fletche Diky, comandante degli insorti, e partecipò alla Guerra d'indipendenza greca. Nella battaglia di Calamata combatté assieme ad altri 300 soldati contro seimila turchi e nel villaggio di Maniati in Arcadia, dopo quattro ore di disperata resistenza, incontrò la morte (vi furono solo due sopravvissuti tra le forze greche). I giornali dell'epoca lo paragonarono per il coraggio a Leonida.
A Borgo Taro gli è dedicato un monumento con una lapide commemorativa dettata da Emilio Casa e una via intesta a sua nome. A Parma gli è dedicato "Viale Basetti", un tratto del Lungoparma che collega il ponte Caprazucca al ponte Italia. Precedentemente denominato "Viale Francesco Basetti", nel 2008 la commissione toponomastica del Comune di Parma, per ricordare anche Gian Lorenzo Basetti, ha approvato la variazione del nome in "Viale Francesco e Gian Lorenzo Basetti".